# Duisburg Schlenk
Duisburg Schlenk – przystanek kolejowy w Duisburgu, w kraju związkowym Nadrenia Północna-Westfalia, w Niemczech. Znajduje się tu 1 peron.
| Duisburg Schlenk              |  |              |
| Linia Köln Hbf – Duisburg Hbf |  |              |
| Duisburg Buchholz             |  | Duisburg Hbf |